# Nagylak
Nagylak je obec v Maďarsku v župě Csongrád-Csanád v okrese Makó.
Má rozlohu 470 ha a žije zde 484 obyvatel (2011).